# Sveg

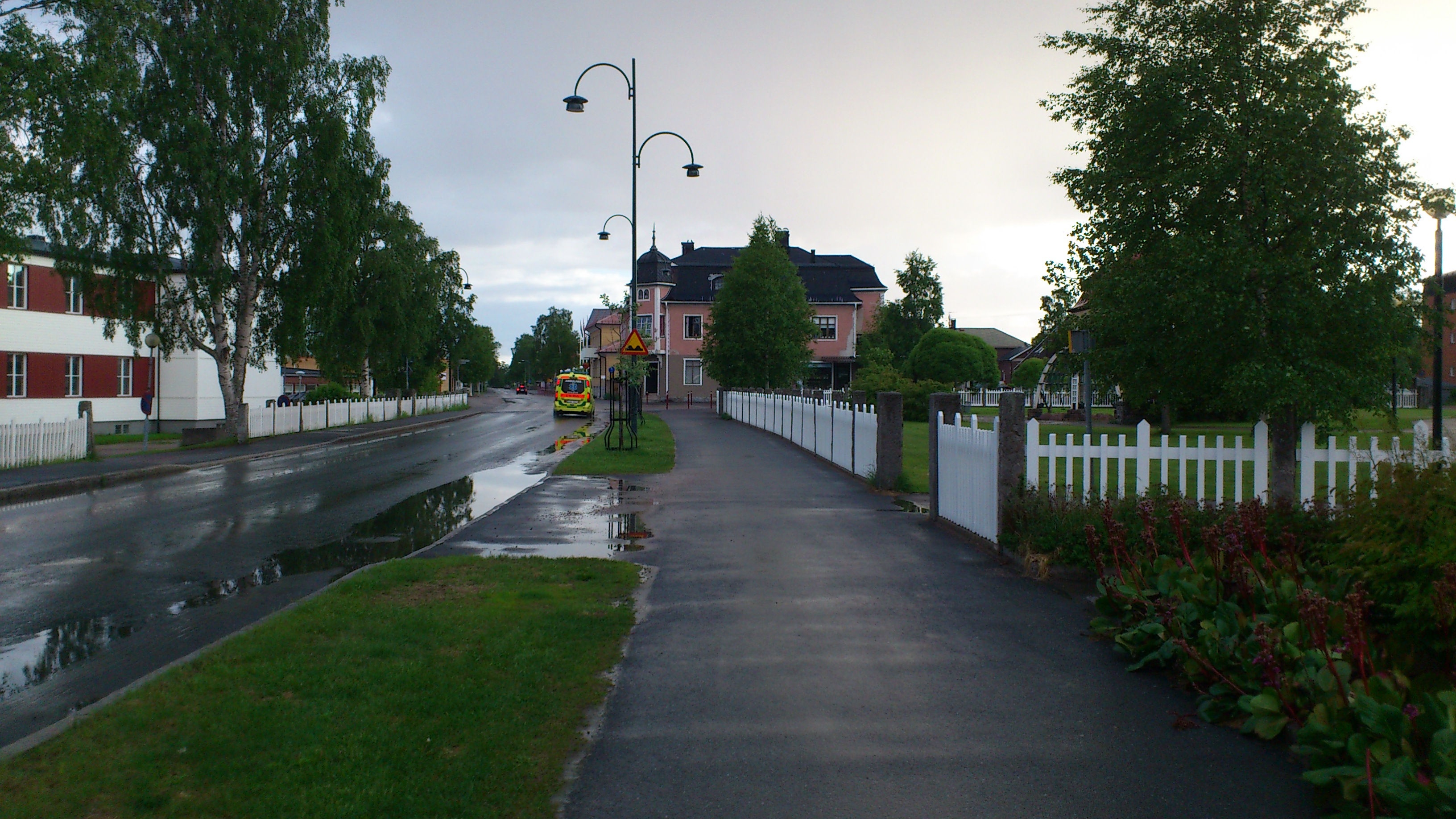
Svegs centrum sett från öster, Vallarvägen

För andra betydelser, se Sveg (olika betydelser).

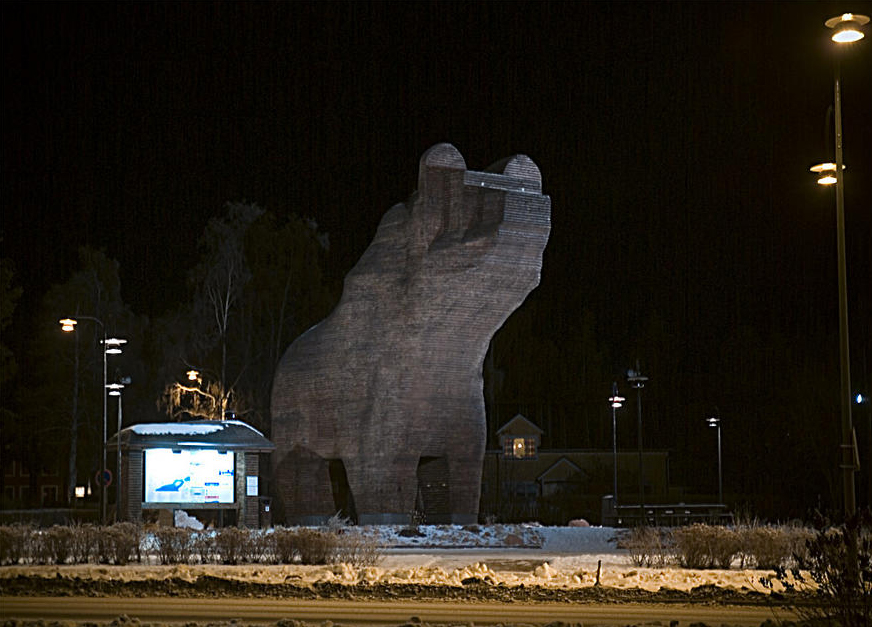
Träbjörnen i Sveg.

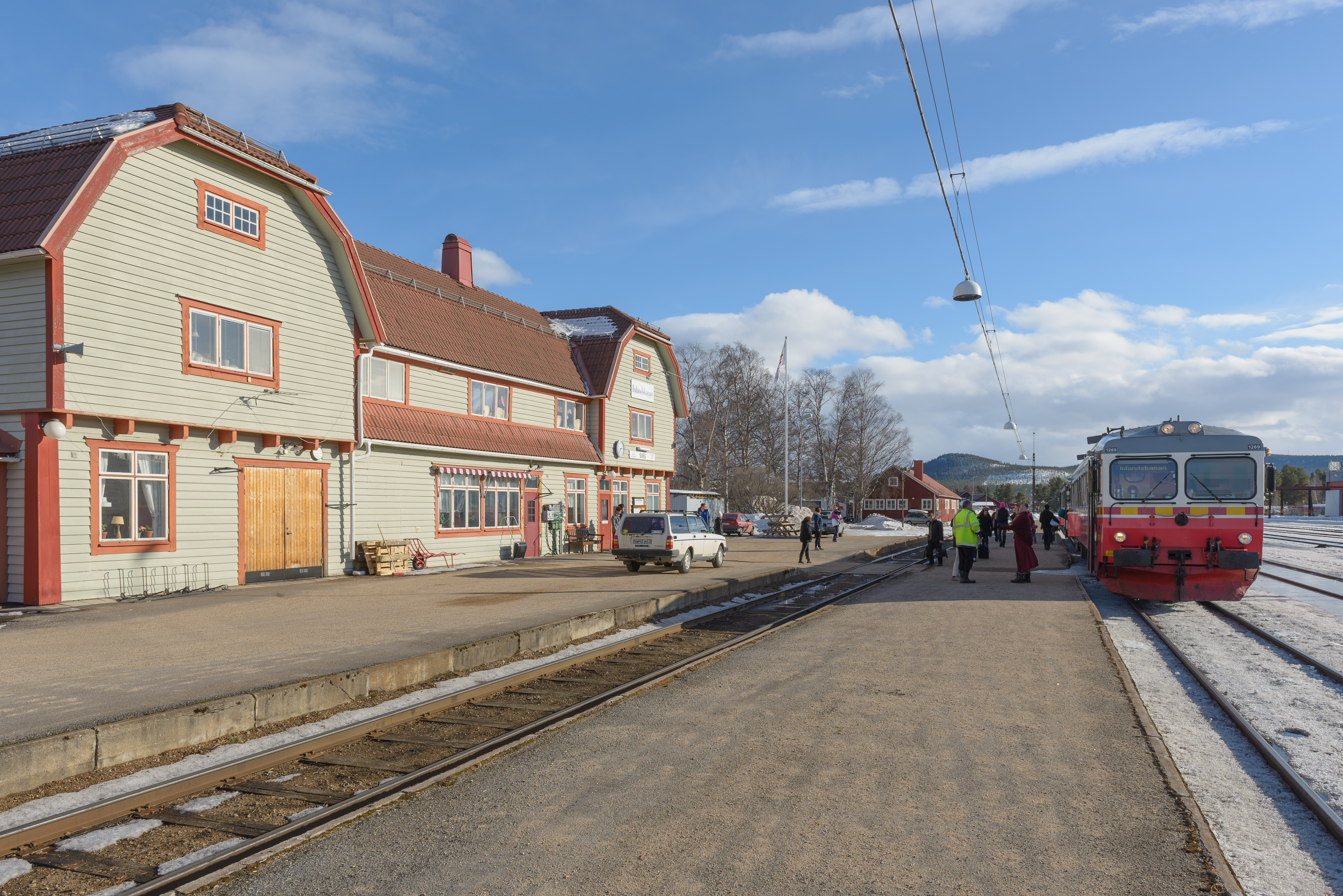
Järnvägsstationen i Sveg byggdes ursprungligen för den privata Orsa-Herjeådalens Järnväg och stod färdig 1910.

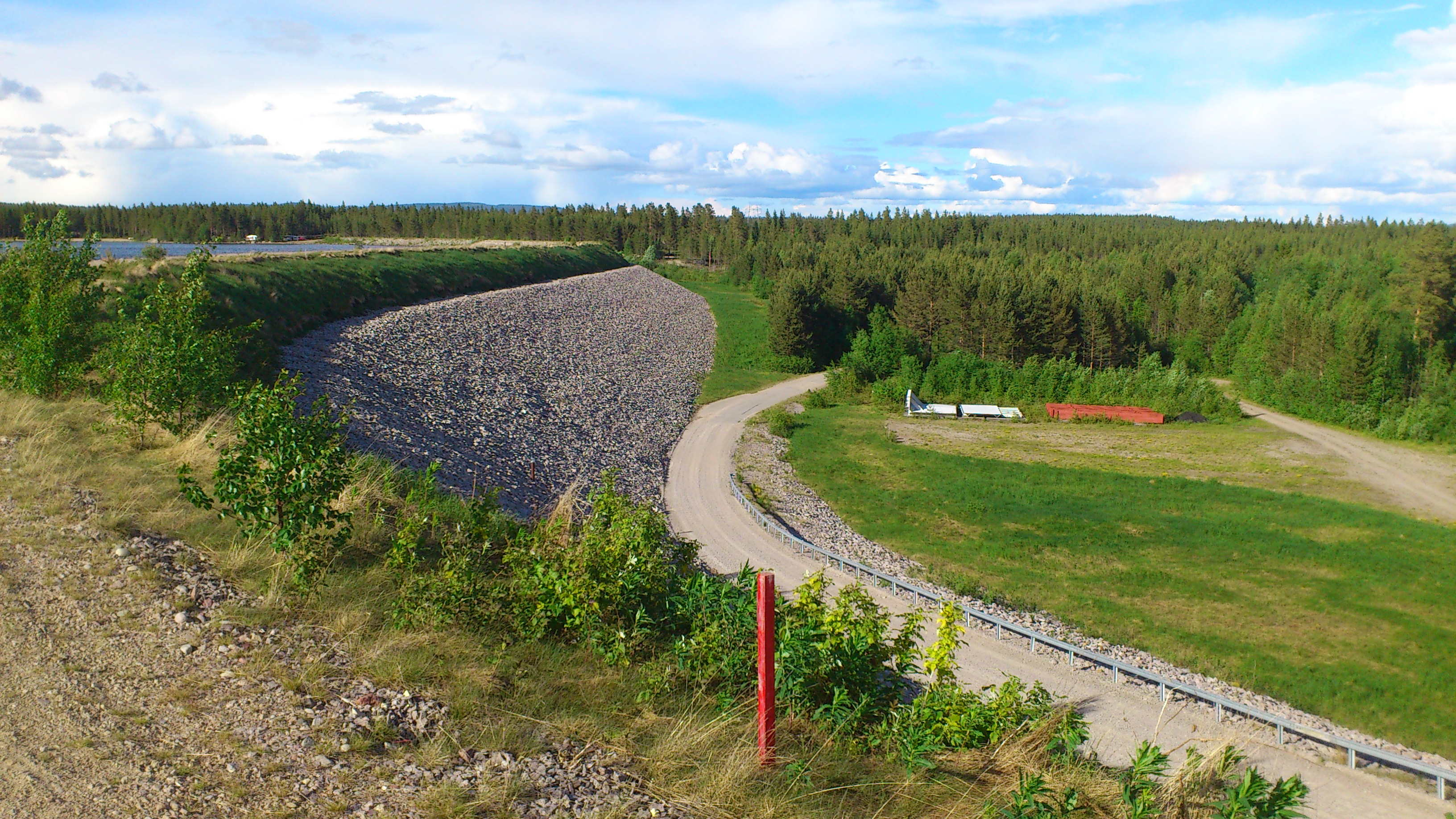
Svegs kraftverk, vid Svegssjön

Sveg är en tätort i landskapet Härjedalen och centralort i Härjedalens kommun i Jämtlands län.
Sveg är beläget vid Ljusnan och väster om samhället ligger den konstgjorda sjön Svegssjön. Med sina 2 509 invånare är Sveg den största tätorten i Härjedalen och den fjärde största i Jämtlands län. 

## Historia
Sveg är känt sedan 1270-talet som en tingsplats. Namnet kommer sannolikt av den krökning, norrönt "sveigr", älven Ljusnan gör strax nedom Svegs kyrka. Fram till slutet av 1800-talet var Sveg framför allt centrum för kyrka och ting. Svegs kyrka byggdes på 1840-talet, men ersatte då en tidigare med medeltida ursprung. De stora skogsbolagens etableringar i Sveg samt tillkomsten av järnvägslinjen Orsa–Svegs Järnväg 1909 och sedan Sveg–Brunflo 1922 och Sveg–Hede 1924 medförde att Sveg blev den naturliga centralorten i landskapet. 
Järnvägens betydelse har under 1900-talet drastiskt minskat. Idag finns på orten bland annat torvindustri, sågverk samt också plåttillverkning. Viss callcenterverksamhet bedrivs även här, som idag sysselsätter cirka 300 personer. I centrala Sveg finns även världens största träbjörn, som är cirka 13 meter hög och tog två år att bygga. År 2008 invigdes ett nytt badhus i Sveg.

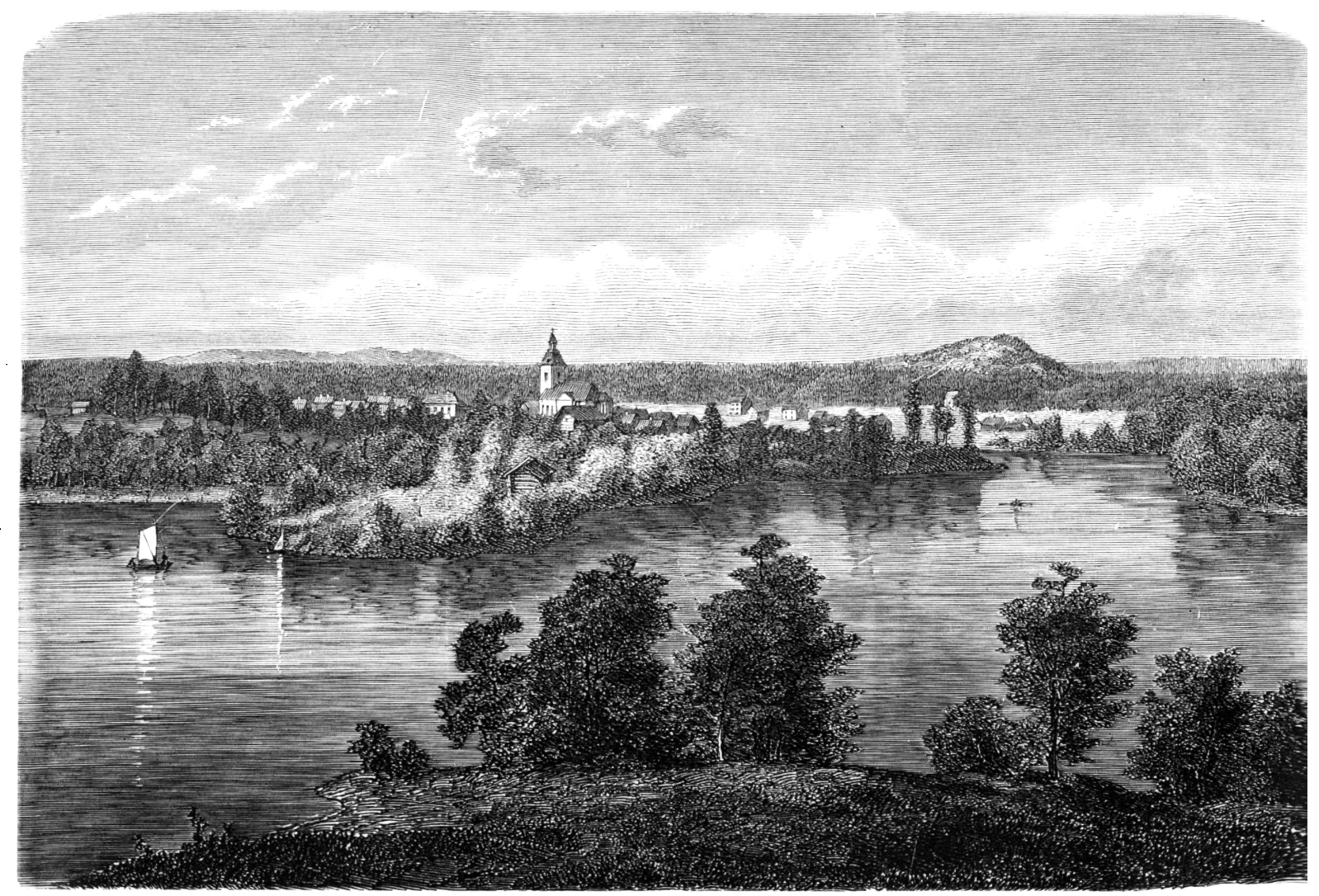
Vy över Sveg på 1860-talet. Xylografi.

### Administrativa tillhörigheter
Sveg var och är kyrkby i Svegs socken och ingick efter kommunreformen 1862 i Svegs landskommun, där Svegsmons municipalsamhälle inrättades 31 december 1908. Sveg/Svegsmon med kringområde utbröts 1937 ur landskommunen och bildade Svegs köping (Svegs kommun från 1971) som 1974 uppgick i Härjedalens kommun där Sveg sedan dess är centralort.  I kyrkligt hänseende hörde Sveg till 2006 till Svegs församling och hör sedan 2006 till Svegsbygdens församling.
Orten ingick till 1948 i Svegs tingslag därefter till 1971 i Svegs och Hede tingslag. Från 1971 till 2004 ingick orten i Svegs domsaga och från 2004 ingår Sveg i Östersunds domsaga.

### Befolkningsutveckling
| Befolkningsutvecklingen i Sveg 1960–2020                               | Befolkningsutvecklingen i Sveg 1960–2020 | Befolkningsutvecklingen i Sveg 1960–2020 | Befolkningsutvecklingen i Sveg 1960–2020 | Befolkningsutvecklingen i Sveg 1960–2020 |
| ---------------------------------------------------------------------- | ---------------------------------------- | ---------------------------------------- | ---------------------------------------- | ---------------------------------------- |
|                                                                        |                                          |                                          |                                          |                                          |
| År                                                                     |                                          |                                          | Folkmängd                                | Areal (ha)                               |
| 1960                                                                   | 1960                                     |                                          | 2 247                                    |                                          |
| 1965                                                                   | 1965                                     |                                          | 2 238                                    |                                          |
| 1970                                                                   | 1970                                     |                                          | 2 298                                    |                                          |
| 1975                                                                   | 1975                                     |                                          | 2 608                                    |                                          |
| 1980                                                                   | 1980                                     |                                          | 3 212                                    |                                          |
| 1990                                                                   | 1990                                     |                                          | 3 306                                    | 367                                      |
| 1995                                                                   | 1995                                     |                                          | 2 812                                    | 286                                      |
| 2000                                                                   | 2000                                     |                                          | 2 724                                    | 286                                      |
| 2005                                                                   | 2005                                     |                                          | 2 633                                    | 287                                      |
| 2010                                                                   | 2010                                     |                                          | 2 547                                    | 285                                      |
| 2015                                                                   | 2015                                     |                                          | 2 543                                    | 296                                      |
| 2020                                                                   | 2020                                     |                                          | 2 509                                    | 328                                      |
| Anm.: Sammanväxt med Ulvkälla 1980. Åter separerad från Ulvkälla 1995. |                                          |                                          |                                          |                                          |

## Kommunikationer
Sveg har en flygplats, Härjedalen Sveg Airport, med dagliga förbindelser till Stockholm. Järnvägen Inlandsbanan går genom Sveg, och trafikeras under helgerna året runt med persontrafik till Östersund och Mora. Under sommarmånaderna trafikeras Inlandsbanan dagligen med passagerartrafik, främst med turistprägel. Länstrafiken i Jämtland kör dagligen bussar mot Mora och Östersund, dessutom bedriver bussbolaget Härjedalingen trafik till Stockholm.
Orten ligger vid E45 och Riksväg 84.

## Björnfest och björnskulptur
Björnfesten är en festival som firas i Sveg. Festivalen har firats sedan 2006, men har funnits mycket längre tillbaka i tiden under andra namn, till exempel "Juli i Sveg", "Storsvegskalaset" och "Fiskefestivalen". Festivalen hålls vanligtvis under en vecka, med loppmarknader, tivolin, uppvisning av fina bilar och skoterkörning över älven Ljusnan under de första dagarna. Veckan avslutas med tre kvällar fyllda av dans och musik.
2006 invigdes den stora träbjörnen vid infarten till Sveg. Den är världens största björnskulptur i trä men är numera (2020) instabil och kan riskera att falla omkull.

## Kända personer från Sveg
- Beatrice Ask, politiker (m), landshövding
- Erik Ekstrand, programledare
- Thomas Hedengran, skådespelare
- Ida Ingemarsdotter, längdskidåkerska
- Bosse "Bank" Johansson, bankman
- Torgny Karlsson, rock- och jazzmusiker, skådespelare
- Henning Mankell, författare
- Anna Le Moine, curlingspelare
- Ellinor Persson (f.d. Geete), programledare
- Margaretha Sigfridsson, curlingspelare
- Lars Widenfalk, skulptör.
- Anna Carin Zidek (f.d. Olofsson), OS-guldmedaljör i skidskytte
- Kajsa Bergström, curlingspelare
- Hank C. Burnette, rockabillyartist
- Wilhelm Haquinius (1885-1958), skådespelare
- Bertil Håkansson (1937-2014), arkitekt
- Anders W. Jonsson, politiker (c)
- Margaretha Lindahl, curlingspelare
- Maria Prytz, curlingspelare
- John Östling (1859-1940), politiker (liberal)
- Marcus Högström, ishockeyspelare
- Evert Vedung, författare, professor i statsvetenskap
- Roland Cedermark, dragspelare
- Birger Haglund, silversmed